# 鳩山会館
鳩山会館（はとやまかいかん）は、内閣総理大臣を務めた鳩山一郎の邸宅を修復し記念館として一般に公開したものである。東京都文京区音羽にあることから音羽御殿（おとわごてん）の通称で知られ、戦後政治史の舞台の一つに数えられている。

## 沿革

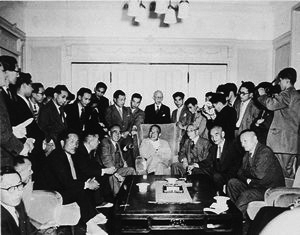
応接室
----
音羽御殿の応接室に集まった自民党幹部（1956年）。中央に一郎、左に石橋湛山、その左に河野一郎、右には安藤正純、その右に三木武吉が見える。脳梗塞の後遺症で体が不自由だった鳩山はこの瀟洒な大邸宅を政治の場に活用した。

鳩山一郎の父・和夫が1891年（明治 24年）2月、牛込区東五軒町から小石川区音羽に転居し、以来、鳩山家は音羽に居を構えてきた。
現在も残る建物は関東大震災直後の1924年、鳩山一郎の私邸として建設されたものである。一郎の高等師範学校附属中学校（現・筑波大学附属中学校・高等学校）時代からの友人で当時の代表的建築家、岡田信一郎の設計による。

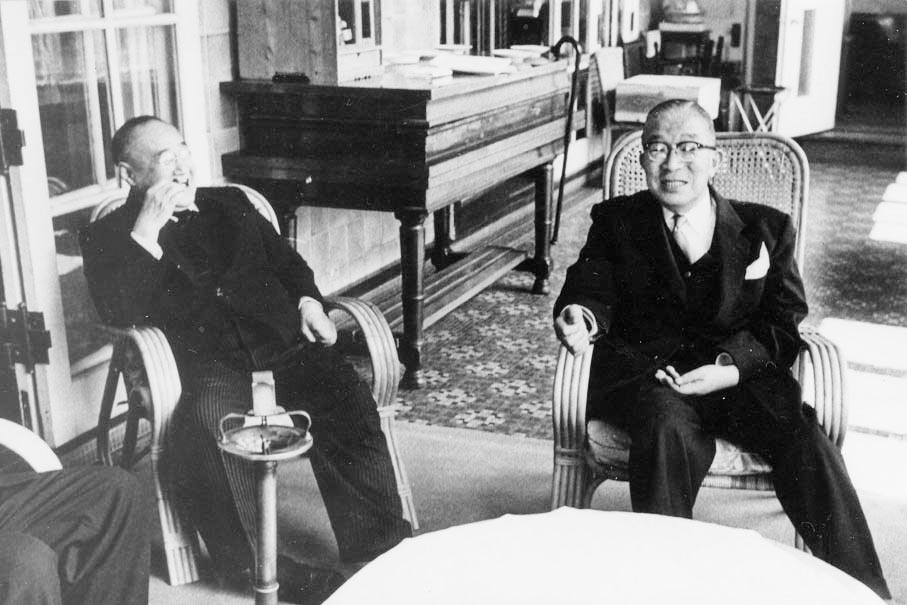
サンルーム
----
脳梗塞の症状からひとまず回復した一郎（右）を音羽御殿に訪ねて歓談する吉田茂（1952〜1954年頃）

### 自由党の会合の場
1950年3月、民主自由党と民主党の大合同により自由党（現：自由民主党）が発足した。このとき一郎が中心人物の一人として動いたことから、彼の私邸が会合の場として度々用いられ、自由党の創設や政策論議を交わした。一郎が首相に就任したのちにはソ連との国交回復に向けた打ち合わせもここで行われている。

### 記念館として
鳩山邸は太平洋戦争中の空襲により屋根に損害を受けていた。また、一郎の没後、後継者の威一郎が書斎を増築するなどの改造が行われた。竣工後70年となり老朽化が著しく進んでいた。
鳩山家の業績を伝える記念館「鳩山会館」として再生することになり、1995年に大規模な修復工事が行われた。このとき増築部分の書斎を撤去、屋根が竣工当時の姿に復元され外壁も修復されるなど往時の姿を取り戻した。なお集会施設として使用するため、2階の寝室部分は大広間に改造された。1996年6月1日にオープン。

## 施設概要
| 鳩の装飾 |  | 木菟の装飾 |
| 鳩の装飾 |  | 木菟の装飾 |

当時としては珍しい鉄筋コンクリート造の洋館で、各所にハトやミミズクなど鳥をモチーフにした装飾が施されている。
設計者の岡田信一郎は様式建築を得意とし、その手腕は鳩山邸でも発揮されている。アダム・スタイルの応接間など、イギリスの邸宅を思わせるが1階部分では部屋の境の扉を大きく開くことで各室を連続して使用することができ、日本家屋のような開放的な空間を作り出している。
2階の記念室は撮影禁止となっているが、応接室や庭園などの撮影は自由である（2018年現在）。

### 1階

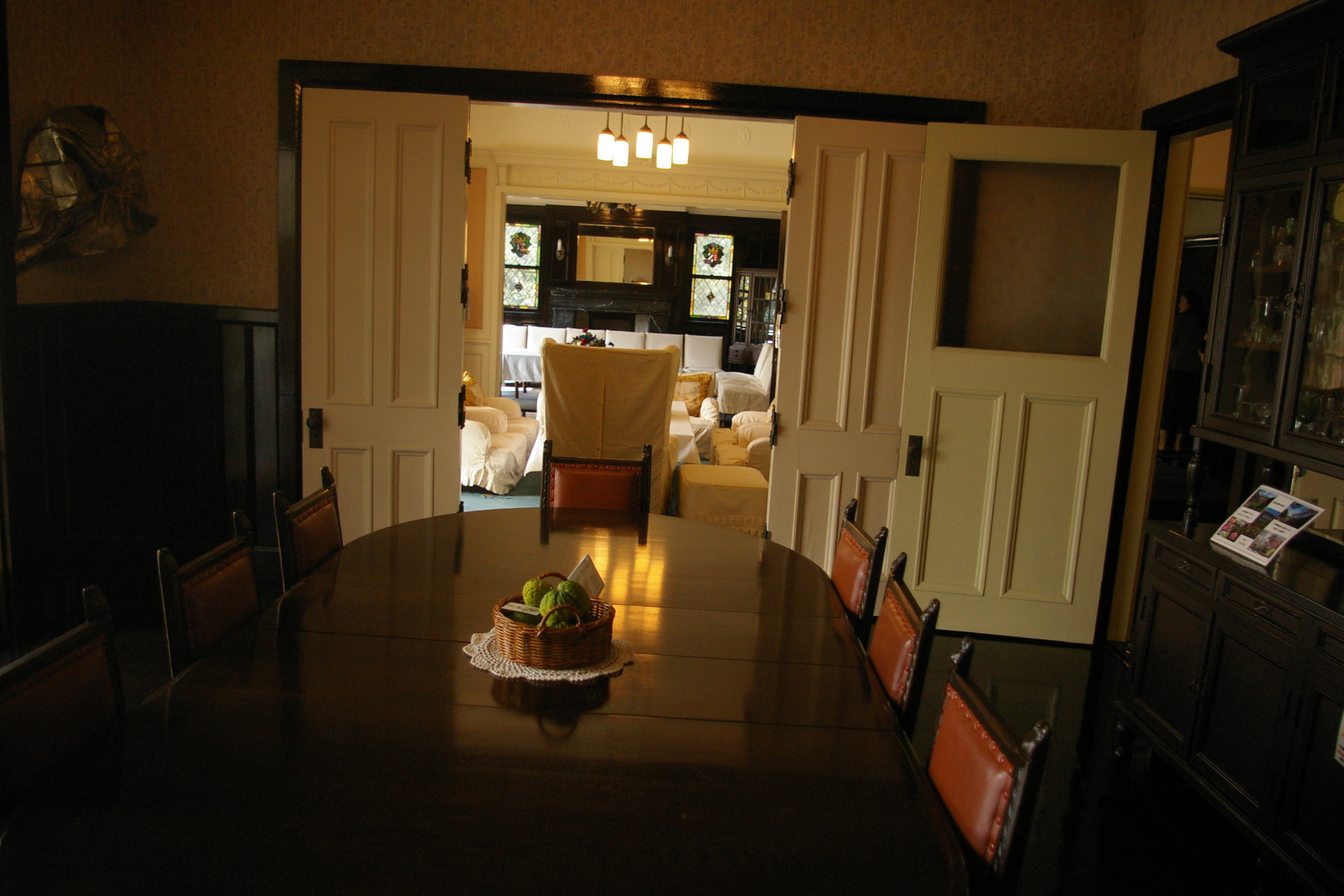
1階。食堂から第2、第1応接室

応接室
3つの応接室が並んでいる。当初は（西側から）応接間、居間、食堂として用いられていた。

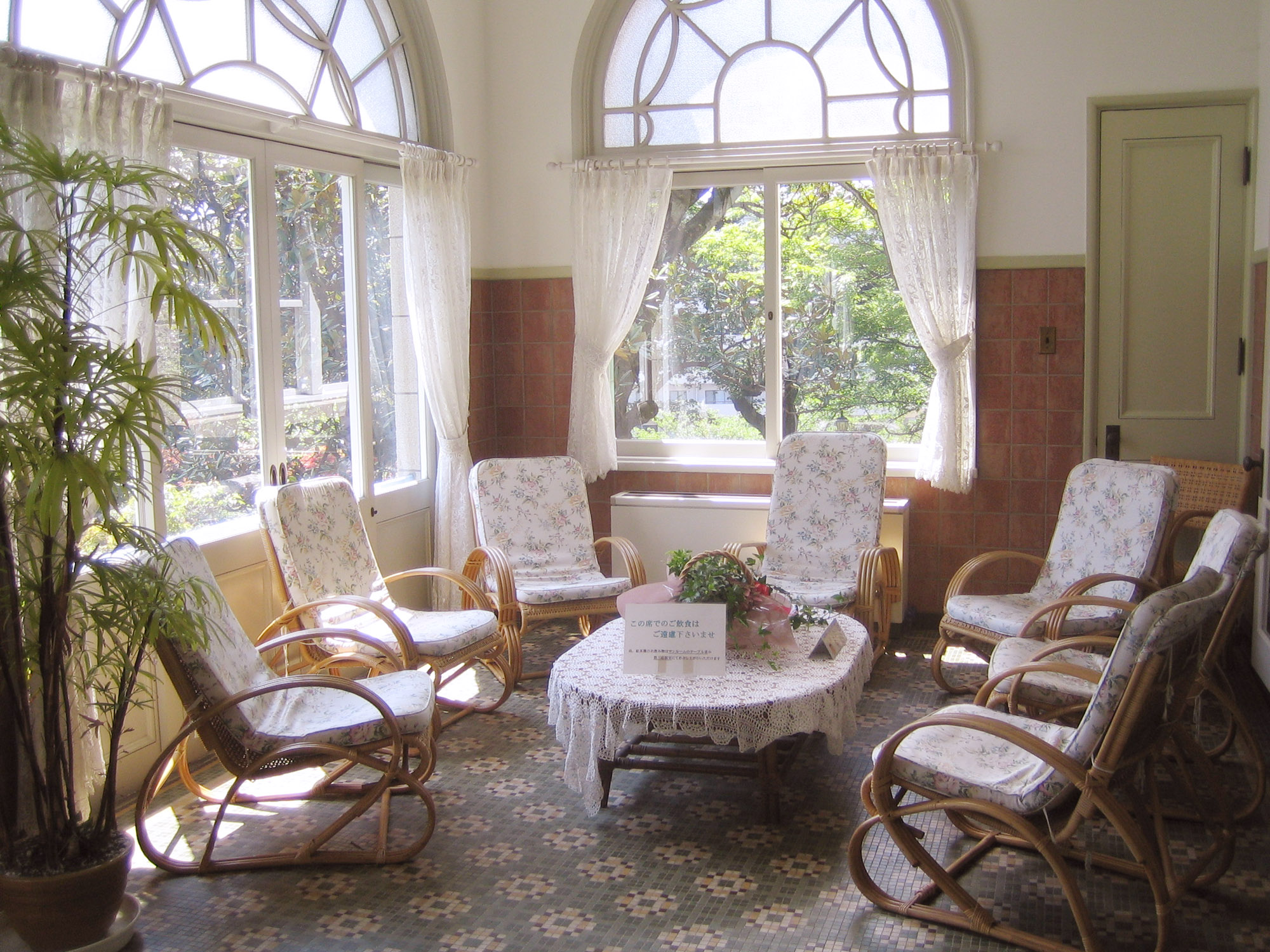
サンルーム
建物の南端に位置しており、ここから庭に出ることができる。

### 2階
大広間
もとは寝室3部屋であったが、修復時に間仕切りを撤去して大広間に改造した。窓からは庭園が一望できる。北側の壁には一郎の書「和為貴」が飾られている。
鳩山一郎記念室
かつて書斎として使用されていた部屋。一郎の残した書簡や軍服、文具などが展示されている。変わったものでは議員時代の給与明細や自動車の運転免許証、デスマスクなどが収められている。
鳩山威一郎記念室
鳩山威一郎は一郎の長男。大蔵事務次官や外務大臣を務めた。記念室には威一郎の遺品が展示されている。
鳩山薫記念室
鳩山薫（旧姓・寺田）は鳩山一郎の妻。共立女子学園理事長を務めた。客間として使用されていた和室を彼女の記念室としている。

### その他

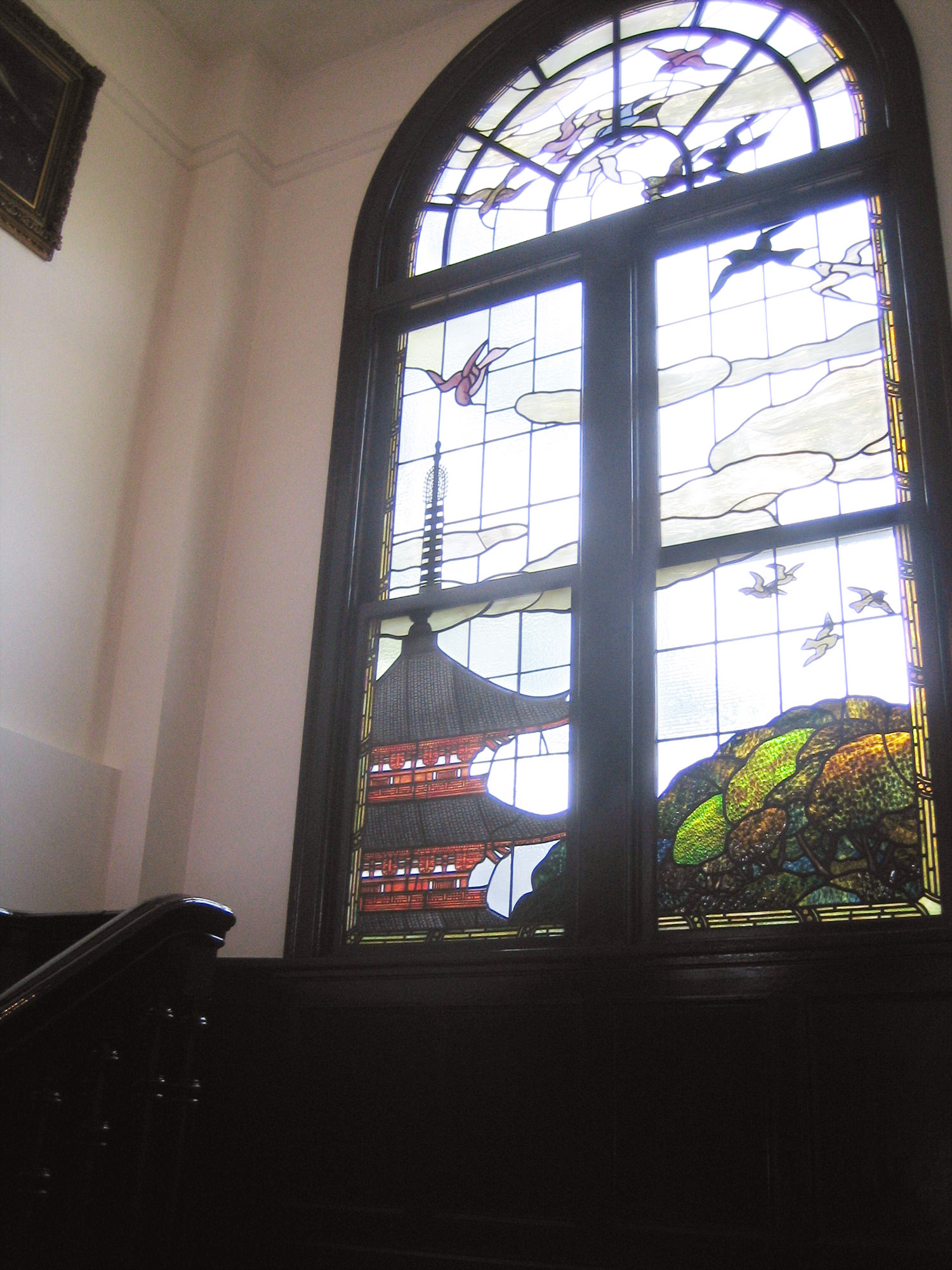
ステンドグラス
玄関上部、応接間、居間などにステンドグラスが多用されている。階段の踊り場部分には、五重塔の上を鳩が舞う図柄の大きな作品がある。工芸家小川三知の作品。
庭園
イギリス風の中庭。周囲に植えられた色取り取りの花が楽しめる。

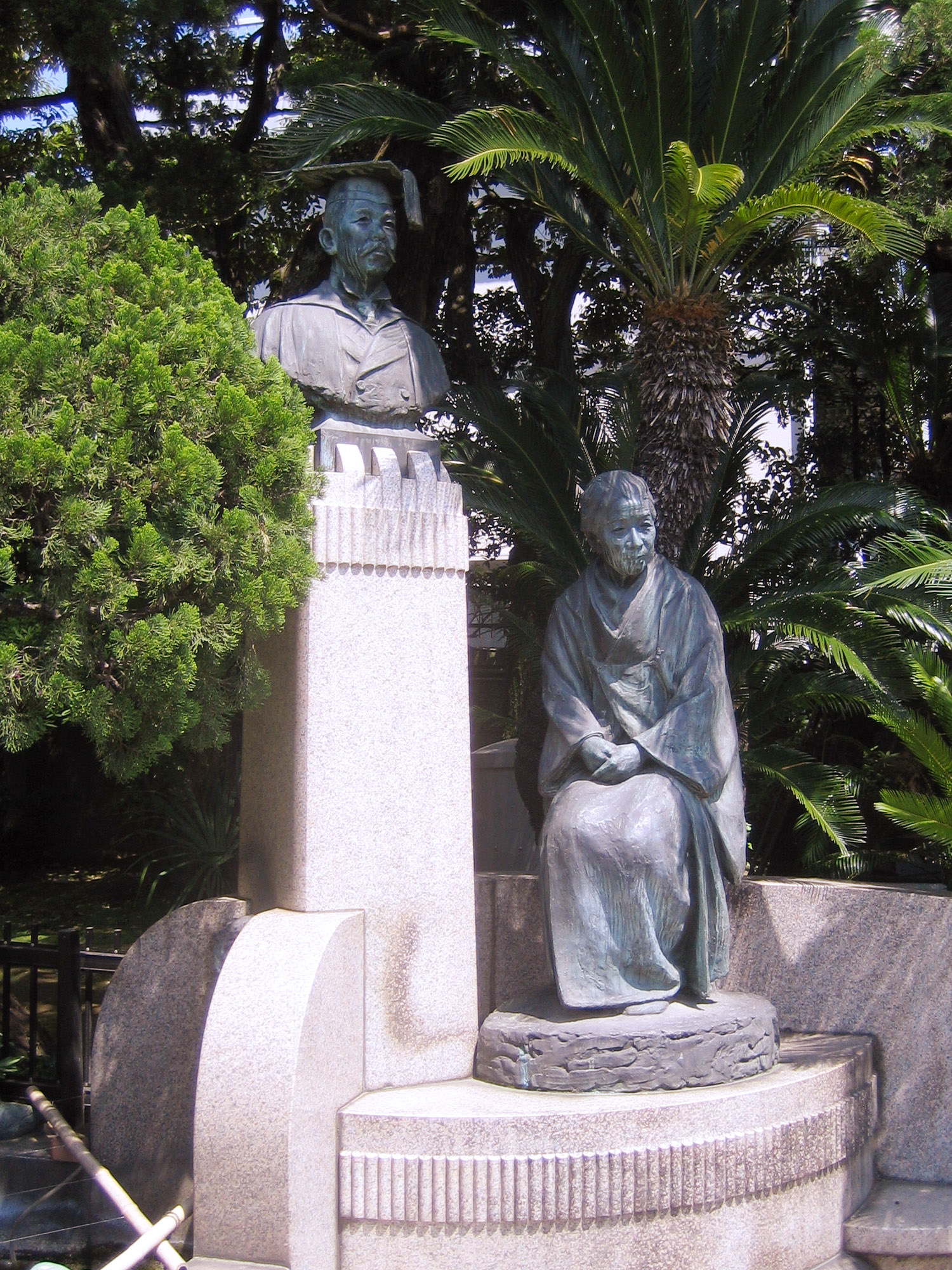
鳩山和夫・春子像
庭園の一角に鯉の泳ぐ水場があり、その脇に1931年建立。和夫・春子は一郎の両親。台座の上にある和夫の胸像の横に春子が腰をかけているという構成で、「画中画ならぬ彫刻中彫刻」 といった趣きになっている。彫刻家朝倉文夫の作品。
鳩山和夫は早稲田大学校長や衆議院議長を歴任（1911年没）。鳩山春子（旧姓・田賀）は共立女子職業学校（のちの共立女子学園・共立女子大学）の創設者の一人。

## 行事
会館では毎年4月には観桜会が催される。中央政界の重要人物が多く出席することから、多くの報道機関がこの観桜会に注目している。2001年4月3日に鳩山由紀夫の主唱で開催された観桜会では鳩山が所属する民主党の議員のみならず、日本共産党の志位和夫や社会民主党の土井たか子が出席した。

## ロケ地として利用した主な作品

### テレビドラマ
- 花より男子（2005年、TBS）
- ハゲタカ (2007年、NHK)
- リッチマン、プアウーマン（2012年、フジテレビ）
- 花子とアン （2014年、NHK）

### アニメ
- THE IDOLM@STER（2011年、TBS）
- 少年メイド（2016年、TBS）
- ラブライブ!スーパースター!!(2021年、NHK)

ゴスロリファッション雑誌で紹介されたことから、愛好者のファッション撮影目的での来館が急増するともにトラブルも多発した。このため2004年春以降、そうした衣服を身につけた客の入館が規制されている。

## 所有者
2013年に当時所有者であった鳩山安子が死去したため、現在は鳩山由紀夫が相続し、所有している。土地だけの評価額は50億円とも言われるが、施設の維持費に1億円かかる。